# Дянда (приток Алдана)
Дя́нда (также Дьаанда, Джанда) — река в Якутии (Россия), правый приток Алдана, принадлежит к бассейну реки Лены. Протекает по территории Алданского района Якутии. Длина — 163 км, площадь водосборного бассейна составляет 3820 км².
Берёт начало на востоке Алданского нагорья, почти на границе с Аяно-Майским районом Хабаровского края, на высоте более 656 метров над уровнем моря. От истока течёт преимущественно в восточном направлении. В верховьях пересыхает. После впадения Олопа направление меняется на северное. Здесь река является западной границей хребта Олега-Ытабыт. Протекает горной и по холмистой таёжной местности с преобладанием сосны и лиственницы. Перед впадением Сяна основное направление меняется на северо-западное. Перед устьем долина реки заболочена, встречается большое число мелких озёр и стариц. Впадает в Алдан справа в 1104 км от его впадения в Лену, выше впадения Кюндеки, на высоте менее 163 м над уровнем моря. Ширина в нижнем течении — 37 м при глубине 1,6 м; скорость течения в низовьях — 1,1 м/с. Населённых пунктов на реке нет.

## Основные притоки
Указаны поименованные притоки длиной 30 км и более.
| Название    | Расстояние от устья | Длина | Положение |
| ----------- | ------------------- | ----- | --------- |
| Диелемметин | 23                  | 35    | правый    |
| Сян         | 50                  | 68    | правый    |
| Ангалакыт   | 79                  | 71    | левый     |
| Уолчан      | 130                 | 37    | правый    |

## Данные водного реестра
По данным государственного водного реестра России и геоинформационной системы водохозяйственного районирования территории РФ, подготовленной Федеральным агентством водных ресурсов:
- Бассейновый округ — Ленский
- Речной бассейн — Лена
- Речной подбассейн — Алдан
- Водохозяйственный участок — Алдан от впадения реки Учур до впадения реки Мая
- Код водного объекта — 18030600412117300020184